# ПВ-1 (кулемет)
КП-1 (Кулемет Повітряний, рос. ПВ-1, Пулемёт Воздушный) — варіант кулемета Максима, призначений для встановлення на літаки. Перший прототип було створено і прийнято на озброєння у 1928 році.

## Історія
Модифікація, призначена для озброєння авіації СРСР, була розроблена в 1926 році під керівництвом конструктора О. В. Надашкевич.
Від первісної конструкції Максима кулемет відрізняла відсутністю водяного охолодження, бронещита, а також укороченим стволом, що дозволило зменшити масу зброї. Як додаткова можливість полегшення кулемета розглядалося виготовлення окремих частин (короба, кожуха і інших) з дюралюмінію (модель А-2), однак через незадовільний результат полігонних випробувань від цієї ідеї довелося відмовитися.
Перший радянський серійний винищувач І-2, випущений в 1926 році, був озброєний двома синхронними кулеметами КП-1.
У 1927 році за підсумками численних випробувань кулемет О. В. Надашкевича, який брав участь в конкурсі на розробку авіаційного кулемета разом з англійським аналогом Віккерс-К, був визнаний кращим, і Тульський збройовий завод приступив до його серійного виробництва.
У 1928 році КП-1 був офіційно прийнятий на озброєння Військово-повітряних сил і встановлювався на радянські винищувачі І-3, І-4, І-7, І-14, І-15, І-16, розвідник Р-5, бомбардувальник ТБ-1, багатоцільовий У-2ВС, легкий штурмовик ДІ-6 (6 кулеметів), а також важкий штурмовик ТШ-1, який мав на борту 10 кулеметів КП-1 і 2 кулемети ДА.
Застосовувався як для стрільби через повітряний гвинт, так і поза площиною обертання гвинта (на нерухомих або обмежено рухомих кріпленнях, в тому числі батареями по 2 і 4). Використання спарених кулеметів (починаючи з винищувача І-4) потребувало внесення змін у конструкцію, і з грудня 1929 року було розпочато виробництво варіанту КП-1 з подачею стрічки з лівого боку.
У 1931 році, коли розвиток авіаційної техніки знизив вимоги щодо обмеження маси літакового озброєння, за пропозицією начальника Артилерійського управління РСЧА Г. І. Бондаря було прийнято рішення про відмову від укороченого ствола, який знижував бойові якості КП-1, і про встановлення на нього стандартного ствола кулемета Максима.
У 1932 році тульські конструктори С. В. Владимиров і С. О. Ярцев розробили ручку перезарядження для механічного відведення рухомих частин, що полегшувало обслуговування КП-1.
Всього в 1927-1939 роках було випущено майже 18 тисяч одиниць КП-1. У 1940 році, в зв'язку з переходом на більш сучасні зразки (ШВАК, ШКАС) і зняттям з озброєння моделей літаків, на які встановлювався КП-1, виробництво кулемета було припинено.
Наявні в частинах ВПС РСЧА (в тому числі, навчальних) кулемети КП-1 продовжували використовуватися до вироблення ресурсу або до виведення з експлуатації літаків, на яких вони були встановлені.
В період Великої вітчизняної війни, крім озброєння літаків У-2, строєні КП-1 використовувалися у зенітно-кулеметних установках, які  випускалися в Тамбові, конструкції Н. Токарева, в тому числі для протиповітряної оборони радянських бронепотягів.
У 1942 році збройовий завод в Златоусті почав установку КП-1, які залишилися на складах зберігання, на колісні станки зразка 1910 року конструкції А. А. Соколова, направивши в піхотні частини Червоної Армії 3009 станкових кулеметів.